# Emerson (ur. marzec 1973)
Emerson Orlando de Melo (ur. 2 marca 1973) – brazylijski piłkarz występujący na pozycji obrońcy.

## Kariera piłkarska
Od 1992 do 2007 roku występował w EC Bahia, Vitória, União Barbarense, Grêmio, Guarani FC, Tokyo Verdy, América i Portuguesa.